# Orliaguet
Orliaguet é uma comuna francesa na região administrativa da Nova Aquitânia, no departamento Dordonha. Estende-se por uma área de 9,86 km². Em 2010 a comuna tinha 117 habitantes (densidade: 11,9 hab./km²).